# Argyrodes hawaiiensis
Argyrodes hawaiiensis är en spindelart som beskrevs av Simon 1900. Argyrodes hawaiiensis ingår i släktet Argyrodes och familjen klotspindlar. Inga underarter finns listade i Catalogue of Life.